# Cristian Brocchi
Cristian Brocchi (phát âm tiếng Ý: [ˈkristjan ˈbrɔkki]; sinh ngày 30 tháng 1 năm 1976)  là huấn luyện viên và cựu cầu thủ bóng đá người Ý, chơi ở vị trí tiền vệ phòng ngự. Anh hiện tại là huấn luyện viên câu lạc bộ Brescia Calcio, sau khi bị sa thải khỏi chức huấn luyện viên câu lạc bộ  A.C. Milan vào tháng 6 năm 2016.
Brocchi được biết tới nhiều ở sự dẻo dai và khả năng xoạc bóng. Anh bắt đầu sự nghiệp ở đội trẻ của Milan, song không có được vị trí chính thức và thường xuyên được cho mượn tại A.C. Pro Sesto và A.C. Lumezzane, trước khi bị bán đứt cho Hellas Verona F.C. vào năm 1998. Thành tích ấn tượng đã giúp anh được chuyển tới Internazionale vào năm 2000 nhưng anh lập tức gặp chấn thương. Sau đó anh quay trở lại A.C. Milan vào năm 2001 và cống hiến 7 năm tại câu lạc bộ này, tính cả 1 mùa giải được cho mượn tại ACF Fiorentina, qua đó giúp anh có một sự nghiệp vô cùng thành công với 1 Scudetto và 2 danh hiệu UEFA Champions League cùng nhiều giải thưởng khác. Anh giải nghệ vào năm 2013 sau 5 mùa giải cùng S.S. Lazio với 2 chức vô địch Coppa Italia. Ở cấp độ đội tuyển quốc gia, Brocchi chỉ có 1 lần duy nhất được triệu tập vào đội hình Đội tuyển bóng đá quốc gia Ý vào năm 2006.